# トーマス・リクテンスタイン
トーマス・ハワード・リヒテンシュタイン（Thomas Howard Lichtenstein, 1962年 - ）は、アメリカ合衆国出身のピアニスト、作詞家、作曲家、歌手である。THL、The Captain Tという名義も用いる。
以前はモデルや俳優、声優もしていた経験がある。
1995年に来日し、歌手、ピアニストとして活躍。ホテルなどで様々なイベントに参加している。
1999年には、コナミのBEMANIシリーズに作詞、歌手としても参加。特に、初期ギタドラの英語詞の曲はほぼ全て歌を担当していた。シリーズ初期に収録されていた「DEPEND ON ME」や、「STOP SPINNING ME IN CIRCLES」は現在でも根強い人気がある。
「Thomas Howard Lichtenstein」名義の曲は、初代『GUITARFREAKS』と『ギタドラV2』『V6』を除き、シリーズ毎に1〜2曲収録され続けていた。『ギタドラXG3』（2012年）を最後に新曲が登場していなかったが、『GITADORA EXCHAIN』（2018年）にて新曲「Conquistador」が登場した。

## 主な楽曲

### 自主制作CD
『Even More Now』以降の作品はiTunes Storeでも配信。
- What am I?
- Highs and Lows
- Hey Tommy Rocks!
- Love Songs and Broken Hearts
- Kickin' Back
- Let the World In
- Ocean of Words
- Even More Now（2006年）
  - 「Circles」（『ギターフリークス & ドラムマニアV3』収録曲）収録
- What Am I? (Remastered)（2011年）
- Dandylion（2011年）
- Dangerous Lies（2013年）
- Digital Digits（2013年）
- A Better Way By T.H.L.（2013年）
- Arise（2015年）
- Endless Sky（2015年）
- Sunday Shoes（2018年）

### GUITARFREAKS & drummaniaシリーズ
- Thomas Howard Lichtenstein名義
  - Eyes of kids
  - When I dream of you / Elizabeth Dobbsとのデュエット
  - DEPEND ON ME
  - STOP SPINNING ME IN CIRCLES
  - BREAK OUT
  - PRIMAL SOUL(Long version)
  - NOW I'M SURE
  - STOP THIS TRAIN
  - MISTER MAGIC
  - ROCKIN' PARADISE
  - SUZY AND THE TIME MACHINE
  - Out of Breath
  - Save A Little Something
  - Libra
  - Dedication
  - You'll be a man
  - Circles / BEMANIシリーズ収録曲としては初めてThomas本人が作曲を行った曲。GFdmV5ではライセンスカテゴリーに入っている。
  - Charismatic
  - No Hesitation
  - Next Step
  - Egocentricity
  - Adrenaline
  - POWER
  - Conquistador
- その他の名義
  - Heaven is a'57 metallic gray / 「Sweet little 30's」名義。作詞と歌(リードヴォーカル)を担当。
  - ON OUR WAY / 「Tommy-T」名義。作詞、歌を担当。
  - HELPLESS / 「TAEKO」名義。　作詞(Long versionではコーラスも担当)
  - MIDNIGHT SPECIAL / 「Love machineguns」名義。作詞、歌を担当。
  - FuriFuri '60 / 「Orange Lounge+」名義。歌(コーラス)を担当。
  - P.P.R. / 「Handsome JET」名義。作詞を担当。
  - SAY WHAT YOU MEAN / 「Monoral Heads」名義。作詞、歌を担当。
  - FIREBALL / 「Sweet little 30's」名義。作詞、歌を担当。
  - Double Trouble / 「亜熱帯マジ-SKA爆弾 feat.Thomas Howard Lichtenstein」名義。作詞、歌を担当。
  - S.P.I.P. / 「Thomas' family with Yah Yah's」名義。作詞、歌(リードヴォーカル)を担当。ちなみにコーラスのJennifer Miyabi Lichtenstein、Angelina Tamaki Lichtensteinは名義の通り、Thomasの家族である。

### MAMBO A GO GOシリーズ
- Thomas Howard Lichtenstein名義
  - Wall-Street down sizer / pop'n music8、GUITARFREAKS & drummaniaに移植。

### Dance Dance Revolutionシリーズ
- その他の名義
  - La Senorita / 「CAPTAIN.T」名義。作詞、歌を担当。作曲は前田尚紀。
  - Silent Hill / 「Thomas Howard」名義。作詞、歌を担当。作曲は前田尚紀。
  - Dancin' My Way / 「DeeJayz Paradise feat. Thomas Howard」名義。　歌を担当。北米版のみ
  - Consuela / 「Captain.T」名義。歌を担当。北米版のみ

### beatmaniaIIDXシリーズ
- その他の名義
  - BALLAD FOR YOU 〜想いの雨〜 / 「NM feat.Thomas Howard」名義。作詞、歌を担当。作曲は前田尚紀。

### Dance Maniaxシリーズ
- その他の名義
  - VIRTUAL MIND / 「Brian Morris feat.Thomas」名義。ラップを担当。作曲は妹尾和浩。

### jubeat
- Thomas Howard Lichtenstein名義
  - In Scottish Highlands